# SC Rio Grande
Sport Club Rio Grande este cel mai vechi club de fotbal din Brazilia, fiind fondat pe 19 iulie 1900. În prezent Rio Grande evoluează în a doua divizie a Campeonato Gaúcho.
Echipa își dispută meciurile de acasă pe Estádio Arthur Lawson, ce are o capacitate maximă de 5.000 de locuri, și a fost inaugurat pe 31 august 1985.

## Palmares
- Campeonato Gaúcho (1): 1936
- Campeonato Gaúcho - 2ª Divisão (1): 1962
- Campeonato Gaúcho - 3ª Divisão (1): 2014